# Sasha Andrews
Sasha Ajua Andrews (* 14. Februar 1983 in Edmonton, Alberta) ist eine ehemalige kanadische Fußballspielerin und A-Nationalspielerin.

## Karriere

### Vereine
In Edmonton geboren und aufgewachsen, begab sich Andrews nach ihrem Abschluss an der Harry-Ainlay-Highschool, an der sie auch Basketball und Volleyball spielte, in die Vereinigten Staaten an die Southern Methodist University, eine private Hochschule in University Park (Dallas County) im Bundesstaat Texas.
Während ihrer zwei Jahre währenden Studienzeit kam sie auch für das Sport-Team der Bildungseinrichtung, die Mustangs, in 18 Meisterschaftsspielen der Western Athletic Conference innerhalb der NCAA Division I zum Einsatz, in denen ihr ein Tor gelang. An der University of Nebraska-Lincoln setzte sie ihr Studium fort und spielte dort für die Cornhuskers.
In den Spielzeiten 2004 bis 2006 gehörte sie den Vancouver Whitecapes in der Western Conference der W-League, die zweithöchste Spielklasse im US-amerikanischen und kanadischen Frauenfußball, an, mit denen sie zweimal die Zweitligameisterschaft gewann. Danach war sie eineinhalb Jahre ohne Verein, bevor sie Anfang des Jahres 2008 Vertragsspielerin der in Los Angeles ansässigen Pali Blues wurde. Während ihrer dreijährigen Zugehörigkeit ging sie mit ihrer Mannschaft zweimal als Meister aus dieser Spielklasse hervor.
Mit der im Juli 2010 beendeten Spielzeit, deren Folgespielzeit ab Mai 2011 vorgesehen war, begab sie sich nach Norwegen, um dort weiterhin Ligaspielbetrieb zu erfahren. Für den Spielklassenneuling, der seinerzeit aus dem Linderud Idrettslag aus dem Osloer Stadtteil Bjerke und der ebenfalls in der Hauptstadt beheimateten Sportsforeningen Grei bestehenden Spielgemeinschaft, kam sie im Zeitraum vom 7. August 2010 (14. Spieltag) bis 6. November 2010 (22. Spieltag) zu Punktspielen.
In die Vereinigten Staaten zurückgekehrt, kam sie in der Spielzeit 2011 ein zweites Mal für die Pali Blues zum Einsatz. Von da an pendelte sie bis zum Spielzeitende 2015 zwischen den Pali Blues und dem australischen, in der W-League vertretenen Verein Perth Glory. In dieser Spielklasse wurde sie das erste Mal in zwölf, das zweite Mal in acht Punktspielen berücksichtigt. Ihr Debüt erfolgte am 21. Oktober 2012 (1. Spieltag) beim 2:0-Sieg im Heimspiel gegen Melbourne Victory und ihr (vorerst) letztes Punktspiel am 12. Januar 2013 (12. Spieltag) beim 3:1-Sieg im Auswärtsspiel gegen Adelaide United der regulären Saison sowie ein Spiel am 20. Januar 2013 bei der 3:4-Niederlage im Halbfinale der Meisterrunde gegen Melbourne Victory im Elfmeterschießen. Ihre Spielerkarriere beendete sie auf Island, nachdem sie für die Frauenfußballmannschaft des UMF Afturelding in der Besta deild kvenna, der höchsten Spielklasse im isländischen Frauenfußball, aktiv gewesen ist. Sie kam vom Saisonstart am 14. Mai 2015 bei der 0:3-Niederlage im Auswärtsspiel gegen Valur Reykjavík bis zum Saisonausklang am 12. September 2015 bei der 0:6-Niederlage im Auswärtsspiel gegen UMF Stjarnan in allen 18 Punktspielen zum Einsatz. Ihr einziges Tor erzielte sie am 2. September 2015 (16. Spieltag) beim  2:1-Sieg im Auswärtsspiel gegen KR Reykjavík mit dem Treffer zur 1:0-Führung in der 13. Minute.

### Nationalmannschaft
Andrews debütierte als Nationalspielerin für die Canadian Soccer Association in der A-Nationalmannschaft, mit der sie am Turnier um den Algarve-Cup 2002 teilnahm. Zum Turnierauftakt am 1. März kam sie als Einwechselspielerin in der 70. Minute beim 3:0-Sieg über die Nationalmannschaft Schottlands in Quarteira das erste Mal zu einem A-Länderspiel. In zwei weiteren Spielen der Gruppe C (4:0 vs. Wales am 3. März in Lagoa, 7:1 vs. Portugal am 5. März in Silves) sowie im Spiel um Platz 7 bei der 0:3-Niederlage gegen die Nationalmannschaft Finnlands am 7. März in Lagoa wurde sie ebenfalls eingesetzt. Am 17. Juli 2002 bestritt sie ihr erstes in Freundschaft ausgetragenes Länderspiel; in Toronto endete die Begegnung mit der Nationalmannschaft Norwegens 2:2 unentschieden.
Anschließend kam sie noch im Alter von 19 Jahren in der U19-Nationalmannschaft zu Länderspielen. Sie wurde vom 18. August bis zum 1. September 2002 in allen sechs Spielen bei der in Kanada ausgetragenen und altersbezogenen Weltmeisterschaft eingesetzt. Das Finale in Edmonton wurde gegen die US-amerikanische U19-Nationalmannschaft mit 0:1 nach der seinerzeitigen Regelung Golden Goal verloren.
Beim CONCACAF W Championship, der mittel- und nordamerikanischen Meisterschaft für Frauenfußball-Nationalmannschaften, kam sie einzig am 30. Oktober 2002 in Victoria beim 11:1-Sieg über die Nationalmannschaft Haitis zu ihrem einzigen WM-Qualifikationsspiel. Mit der 1:2-Finalniederlage gegen die US-amerikanische Nationalmannschaft am 9. November 2002 in Foxborough reichte der zweite Platz für die (insgesamt dritte) Teilnahme an der Weltmeisterschaft 2003.
Das Spieljahr 2003 war mit 15 Länderspielen ihr länderspielreichstes. Es begann mit zwei Spielen im Turnier um den Algarve-Cup (3. Spiel Gruppe A und Spiel um Platz 7) und setzte sich mit elf in Freundschaft ausgetragenen Länderspielen fort (damit hatte sie 13 aufeinander folgende Länderspiele bestritten). Im neunten und zehnten gelang ihr jeweils ein Tor gegen die Nationalmannschaft Mexikos (Tor zum 8:0-Endstand in der 75. Minute am 31. August in Edmonton, Tor zum 3:0 in der 57. Minute beim 6:0-Sieg am 4. September in Burnaby). Den Abschluss bildeten zwei WM-Endrundenspiele (2. Spiel Gruppe C, Spiel um Platz 3).
Mit dem letzten Spiel im Vier-Nationen-Turnier 2004, bei der 0:2-Niederlage gegen die US-amerikanische Nationalmannschaft am 30. Januar in Shenzhen bestritt sie zugleich ihr einziges Länderspiel im Spieljahr 2004. Vom 19. April 2005 bis zum 29. August 2006 wurde sie in 14 Freundschaftsspielen eingesetzt, in denen ihr am 25. Mai 2005, beim 4:3-Sieg über die Nationalmannschaft Dänemarks mit dem Treffer zum 2:3 in der 55. Minute ihr drittes A-Länderspieltor gelang. Am 30. Oktober, 1. und 4. November 2006 hielt sie sich mit ihrer Mannschaft in Südkorea auf und bestritt drei Spiele im Turnier um den Peace Queen Cup; das erreichte Finale in Seoul wurde mit 0:1 gegen die US-amerikanische Nationalmannschaft verloren.
Am 3. und 6. Juni 2007 wurde das zweimalige Kräftemessen mit der Nationalmannschaft Neuseelands in Auckland mit 3:0 und 5:0 beendet, bevor sie ein Monat später am Fußballturnier im Rahmen der Panamerikanischen Spiele in Rio de Janeiro teilnahm, in drei Spielen (am 16., 18. und 20. Juli) eingesetzt wurde und mit ihrer Mannschaft die Bronzemedaille gewann. Ihre letzten drei Länderspiele fanden im Turnier um den Zypern-Cup 2009 statt (1. und 3. Spiel Gruppe B und das Finale am 12. März).

## Erfolge
Nationalmannschaft
- Zypern-Cup-Finalist 2009
- Bronzemedaille Fußballturnier Panamerikanische Spiele 2007
- Peace Queen Cup-Finalist 2006
- Vierter Weltmeisterschaft 2003
- Finalist CONCACAF-Women ’s Gold Cup 2002
- Finalist U19-Weltmeisterschaft 2002

Pali Blues
- US-amerikanischer Zweitligameister 2008, 2009

Vancouver Whitecaps
- US-amerikanischer Zweitligameister 2004, 2006